# Serie A 1981-1982 (hockey su pista)
La Serie A 1981-1982 è stata la 59ª edizione (la 33ª a girone unico), del torneo di primo livello del campionato italiano di hockey su pista. La competizione ha avuto inizio il 3 ottobre 1981 e si è conclusa il 16 aprile 1982.
Lo scudetto è stato conquistato dalla Reggiana per la prima volta nella sua storia.

## Stagione

### Novità
A prendere il testimone del Giovanni XXIII, del Trissino  e del Follonica retrocesse in serie B vi furono, vincendo il campionato cadetto, l'Amatori Vercelli, il Castiglione e il Marzotto Valdagno. Al torneo parteciparono: AFP Giovinazzo, Amatori Lodi  (campione in carica), Atl. Forte dei Marmi, Bassano, CGC Viareggio, Goriziana, Laverda Breganze, Monza, Novara, Pordenone, Reggiana, e appunto l'Amatori Vercelli, il Castiglione e il Marzotto Valdagno.

### Formula
La formula del campionato fu la stessa della stagione precedente; la manifestazione fu organizzata con un girone all'italiana, con gare di andata e ritorno per un totale di 26 giornate. Erano assegnati 2 punti per l'incontro vinto e un punto a testa per l'incontro pareggiato, mentre non ne era attribuito alcuno per la sconfitta. Al termine del campionato la prima squadra classificata venne proclamata campione d'Italia mentre la dodicesima, la tredicesima e la quattordicesima classificata retrocedettero in serie B.

### Avvenimenti
Il campionato iniziò Il 3 ottobre 1981 e si concluse Il 16 aprile 1982. La stagione fu caratterizzata dal duello tra le compagini della Reggiana, della neo promossa Amatori Vercelli e dell'AFP Giovinazzo. Il girone di andata vide proprio i piemontesi guidati da Beniamino Battistella chiudere al primo posto in classifica seguiti dalla Reggiana e dal Giovinazzo. In fondo alla classifica era in grosse difficoltà il Laverda Breganze impegnato nella lotta per non retrocedere. Fu la Reggiana a prendere il comando della classifica nel girone di ritorno instaurando un duello con i gialloverdi piemontesi in seconda posizione distanti un solo punto dalla prima della classe. Lo scudetto venne assegnato all'ultima giornata. L'Amatori Vercelli andò a Valdagno e vinse l'incontro per quattro a tre ma la concomitante vittoria degli emiliani sulla pista del Novara vanificò il tentativo di rimonta consegnato lo scudetto per la prima volta nella sua storia alla Reggiana di Pino Marzella. La Reggiana grazie alla vittoria in campionato si qualificò per la Coppa dei Campioni; il Follonica, che partecipava alla serie B, vincendo la Coppa Italia si qualificò per la Coppa delle Coppe mentre i vercellesi, secondi in campionato, e il Giovinazzo giunto terzo si qualificarono per la Coppa CERS. Retrocedettero in serie B il Laverda Breganze, dopo diciassette stagioni passate in serie A, il Castiglione e la Goriziana.

## Squadre partecipanti
| Club                 | Stag.    | Città                          | Impianto                          | Stagione precedente              |
| -------------------- | -------- | ------------------------------ | --------------------------------- | -------------------------------- |
| AFP Giovinazzo       | dettagli | Giovinazzo (BA)                | Palasport di Giovinazzo           | 4º in Serie A                    |
| Amatori Lodi         | dettagli | Lodi (MI)                      | PalaRiboni                        | 1º in Serie A, campione d'Italia |
| Amatori Vercelli     | dettagli | Vercelli                       | PalaIsola                         | In Serie B, promosso             |
| Atl. Forte dei Marmi | dettagli | Forte dei Marmi (LU)           | PalaForte                         | 5º in Serie A                    |
| Bassano              | dettagli | Bassano del Grappa (VI)        | Centro Giovanile Bassano          | 11º in Serie A                   |
| Castiglione          | dettagli | Castiglione della Pescaia (GR) | Pala Casa Mora                    | In Serie B, promosso             |
| CGC Viareggio        | dettagli | Viareggio (LU)                 | PalaBarsacchi                     | 7º in Serie A                    |
| Goriziana            | dettagli | Gorizia                        | Palestra della Valletta del Corno | 10º in Serie A                   |
| Laverda Breganze     | dettagli | Breganze (VI)                  | Centro giovanile Don Bosco        | 6º in Serie A                    |
| Marzotto Valdagno    | dettagli | Valdagno (VI)                  | PalaSoldà                         | In Serie B, promosso             |
| Monza                | dettagli | Monza (MI)                     | Pista di via Ardigò               | 3º in Serie A                    |
| Novara               | dettagli | Novara                         | Palazzetto dello sport            | 9º in Serie A                    |
| Pordenone            | dettagli | Pordenone                      | ?                                 | 8º in Serie A                    |
| Reggiana             | dettagli | Reggio Emilia                  | PalaFanticini                     | 2º in Serie A                    |

### Allenatori e primatisti
| Squadra              | Allenatore                                                                              | Cannoniere              |
| -------------------- | --------------------------------------------------------------------------------------- | ----------------------- |
| AFP Giovinazzo       | Gianbattista Massari                                                                    |                         |
| Amatori Lodi         |                                                                                         |                         |
| Amatori Vercelli     | Beniamino Battistella                                                                   |                         |
| Atl. Forte dei Marmi |                                                                                         |                         |
| Bassano              | Eugenio Leoni                                                                           |                         |
| Castiglione          |                                                                                         |                         |
| CGC Viareggio        |                                                                                         |                         |
| Goriziana            |                                                                                         |                         |
| Laverda Breganze     | Mario Carraro                                                                           |                         |
| Marzotto Valdagno    | Luigi De Gerone                                                                         |                         |
| Monza                |                                                                                         |                         |
| Novara               | Giovanni Innocenti (dalla 1ª alla 5ª giornata) Franco Mora (dalla 6ª alla 26ª giornata) |                         |
| Pordenone            |                                                                                         |                         |
| Reggiana             | Giancarlo Tonioni                                                                       | Pino Marzella (90 reti) |

## Classifica finale
Classifica ufficiale della FIHP:
|  | Pos. | Squadra              | Pt | G  | V  | N | P  | GF  | GS  | DR  | QR    |
|  | ---- | -------------------- | -- | -- | -- | - | -- | --- | --- | --- | ----- |
|  | 1.   | Reggiana             | 45 | 26 | 21 | 3 | 2  | 169 | 79  | +90 |       |
|  | 2.   | Amatori Vercelli     | 44 | 26 | 20 | 4 | 2  | 120 | 68  | +52 |       |
|  | 3.   | AFP Giovinazzo       | 36 | 26 | 15 | 6 | 5  | 124 | 87  | +37 |       |
|  | 4.   | Amatori Lodi         | 31 | 26 | 13 | 5 | 8  | 100 | 91  | +9  |       |
|  | 5.   | Novara               | 25 | 26 | 10 | 5 | 11 | 92  | 87  | +5  | 1,057 |
|  | 6.   | CGC Viareggio        | 25 | 26 | 12 | 1 | 13 | 88  | 97  | -9  | 0,917 |
|  | 7.   | Bassano              | 25 | 26 | 9  | 7 | 10 | 78  | 91  | -13 | 0,857 |
|  | 8.   | Pordenone            | 24 | 26 | 8  | 8 | 10 | 90  | 96  | -6  |       |
|  | 9.   | Marzotto Valdagno    | 23 | 26 | 8  | 7 | 11 | 80  | 77  | +3  |       |
|  | 10.  | Atl. Forte dei Marmi | 22 | 26 | 9  | 4 | 13 | 104 | 117 | -13 | 0,888 |
|  | 11.  | Monza                | 22 | 26 | 9  | 4 | 13 | 86  | 117 | -31 | 0,743 |
|  | 12.  | Laverda Breganze     | 16 | 26 | 4  | 8 | 14 | 88  | 118 | -30 |       |
|  | 13.  | Castiglione          | 14 | 26 | 4  | 6 | 16 | 108 | 145 | -37 |       |
|  | 14.  | Goriziana            | 12 | 26 | 4  | 4 | 18 | 77  | 134 | -57 |       |

Legenda:
  Campione d'Italia.
  Vincitore della Coppa Italia 1981-1982.
      Qualificato in Coppa dei Campioni 1982-1983.
      Qualificato in Coppa CERS 1982-1983.
      Retrocesso in Serie B 1982-1983.
Note:
Due punti a vittoria, uno a pareggio, zero a sconfitta.
In caso di parità di punteggio, il Regolamento Organico prevedeva:
- miglior quoziente reti;
- maggior numero di reti segnate.

Il giudice unico nazionale non ha modificato alcun risultato conseguito sul campo.

## Risultati

### Tabellone
Compilato esclusivamente con risultati omologati dalla FIHP.
| 1981-1982         | AfpG | AmLo | AmVc | AtFM | Bass | Cast | CgcV | Gori | LavB | MarV | Monz | Nova | Pord | Regg |
| ----------------- | ---- | ---- | ---- | ---- | ---- | ---- | ---- | ---- | ---- | ---- | ---- | ---- | ---- | ---- |
| AFP Giovinazzo    | –––– | 3-1  | 6-1  | 7-3  | 10-4 | 10-5 | 4-2  | 9-2  | 5-3  | 7-3  | 8-3  | 5-6  | 8-3  | 3-3  |
| Amatori Lodi      | 2-4  | –––– | 7-4  | 5-4  | 3-2  | 4-2  | 6-4  | 4-3  | 6-3  | 5-2  | 8-5  | 2-1  | 6-2  | 1-5  |
| Amatori Vercelli  | 4-1  | 3-2  | –––– | 5-3  | 5-5  | 3-1  | 5-2  | 8-0  | 2-2  | 3-2  | 2-2  | 7-5  | 2-0  | 5-4  |
| Atl.Forte Marmi   | 2-3  | 8-5  | 0-5  | –––– | 1-2  | 4-0  | 4-3  | 6-4  | 4-4  | 3-1  | 1-3  | 5-3  | 5-3  | 2-6  |
| Bassano           | 7-4  | 1-1  | 5-5  | 4-4  | –––– | 3-3  | 4-3  | 5-1  | 5-3  | 3-1  | 3-4  | 1-1  | 2-2  | 3-5  |
| Castiglione       | 9-9  | 7-3  | 1-3  | 9-9  | 2-3  | –––– | 5-6  | 9-9  | 5-6  | 3-3  | 4-3  | 4-4  | 11-5 | 3-9  |
| CGC Viareggio     | 6-2  | 2-2  | 4-6  | 5-3  | 3-2  | 8-6  | –––– | 4-2  | 6-2  | 1-3  | 3-0  | 3-2  | 3-2  | 1-6  |
| Goriziana         | 1-1  | 3-6  | 3-4  | 5-4  | 0-4  | 3-1  | 10-3 | –––– | 4-2  | 3-3  | 3-4  | 3-3  | 1-4  | 3-9  |
| Laverda Breganze  | 1-1  | 4-5  | 2-2  | 4-5  | 2-1  | 5-8  | 2-3  | 6-3  | –––– | 6-5  | 4-4  | 5-2  | 6-6  | 5-8  |
| Marzotto Valdagno | 3-3  | 2-1  | 3-4  | 4-3  | 2-2  | 4-2  | 5-0  | 7-0  | 4-4  | –––– | 7-2  | 2-5  | 3-2  | 3-4  |
| Monza             | 1-4  | 4-4  | 2-2  | 2-7  | 7-1  | 6-5  | 3-6  | 5-3  | 4-1  | 4-2  | –––– | 5-4  | 4-4  | 2-7  |
| Novara            | 3-5  | 5-3  | 1-2  | 8-3  | 6-1  | 6-2  | 2-1  | 9-2  | 4-2  | 2-2  | 3-2  | –––– | 3-6  | 3-4  |
| Pordenone         | 1-1  | 5-5  | 3-3  | 6-4  | 2-5  | 7-2  | 4-3  | 6-3  | 3-0  | 1-1  | 6-3  | 1-1  | –––– | 6-7  |
| Reggiana          | 8-1  | 5-1  | 4-5  | 9-9  | 9-3  | 12-0 | 5-3  | 10-5 | 6-2  | 4-3  | 9-2  | 9-0  | 4-0  | –––– |

### Calendario
Ci sono notevoli differenze fra i risultati omologati dalla FIHP e quelli pubblicati da tutti i giornali dell'epoca.
| Andata (1ª) | Andata (1ª) | Prima giornata                       | Ritorno (14ª) | Ritorno (14ª) |
|             |             |                                      |               |               |
| 3 ott.      | 7-3         | AFP Giovinazzo-Marzotto Valdagno     | 3-3           | 16 gen.       |
| 3 ott.      | 3-2         | Amatori Vercelli-Amatori Lodi        | 4-7           | 16 gen.       |
| 3 ott.      | 3-3         | Bassano-Castiglione                  | 3-2           | 16 gen.       |
| 3 ott.      | 3-3         | Goriziana-Novara                     | 2-9           | 16 gen.       |
| 3 ott.      | 4-5         | Laverda Breganze-Atl.Forte dei Marmi | 4-4           | 16 gen.       |
| 3 ott.      | 4-4         | Monza-Pordenone                      | 3-6           | 16 gen.       |
| 3 ott.      | 5-3         | Reggiana-CGC Viareggio               | 6-1           | 16 gen.       |

| Andata (2ª) | Andata (2ª) | Seconda giornata                | Ritorno (15ª) | Ritorno (15ª) |
|             |             |                                 |               |               |
| 10 ott.     | 4-3         | Amatori Lodi-Goriziana          | 6-3           | 23 gen.       |
| 10 ott.     | 4-1         | Amatori Vercelli-AFP Giovinazzo | 1-6           | 23 gen.       |
| 10 ott.     | 3-9         | Castiglione-Reggiana            | 0-12          | 23 gen.       |
| 10 ott.     | 3-2         | CGC Viareggio-Bassano           | 3-4           | 23 gen.       |
| 10 ott.     | 4-4         | Laverda Breganze-Monza          | 1-4           | 23 gen.       |
| 10 ott.     | 2-5         | Marzotto Valdagno-Novara        | 2-2           | 23 gen.       |
| 10 ott.     | 6-4         | Pordenone-Atl.Forte dei Marmi   | 3-5           | 23 gen.       |

| Andata (3ª) | Andata (3ª) | Terza giornata                    | Ritorno (16ª) | Ritorno (16ª) |
|             |             |                                   |               |               |
| 17 ott.     | 5-3         | AFP Giovinazzo-Laverda Breganze   | 1-1           | 30 gen.       |
| 17 ott.     | 3-1         | Atl.Forte Marmi-Marzotto Valdagno | 3-4           | 30 gen.       |
| 17 ott.     | 1-1         | Bassano-Amatori Lodi              | 2-3           | 30 gen.       |
| 17 ott.     | 10-3        | Goriziana-CGC Viareggio           | 2-4           | 30 gen.       |
| 17 ott.     | 6-5         | Monza-Castiglione                 | 3-4           | 30 gen.       |
| 17 ott.     | 3-6         | Novara-Pordenone                  | 1-1           | 30 gen.       |
| 17 ott.     | 4-5         | Reggiana-Amatori Vercelli         | 4-8           | 30 gen.       |

| Andata (4ª) | Andata (4ª) | Quarta giornata                  | Ritorno (17ª) | Ritorno (17ª) |
|             |             |                                  |               |               |
| 24 ott.     | 2-4         | Amatori Lodi-AFP Giovinazzo      | 1-3           | 6 feb.        |
| 24 ott.     | 8-0         | Amatori Vercelli-Goriziana       | 4-3           | 6 feb.        |
| 24 ott.     | 1-2         | Atletico Forte dei Marmi-Bassano | 4-4           | 6 feb.        |
| 24 ott.     | 4-4         | Castiglione-Novara               | 2-6           | 6 feb.        |
| 24 ott.     | 5-8         | Laverda Breganze-Reggiana        | 2-6           | 6 feb.        |
| 24 ott.     | 7-2         | Marzotto Valdagno-Monza          | 2-4           | 6 feb.        |
| 24 ott.     | 4-3         | Pordenone-CGC Viareggio          | 2-3           | 6 feb.        |

| Andata (5ª) | Andata (5ª) | Quinta giornata                | Ritorno (18ª) | Ritorno (18ª) |
|             |             |                                |               |               |
| 31 ott.     | 8-3         | AFP Giovinazzo-Pordenone       | 1-1           | 13 feb.       |
| 31 ott.     | 5-5         | Bassano-Amatori Vercelli       | 2-7           | 13 feb.       |
| 31 ott.     | 3-1         | Goriziana-Castiglione          | 7-7           | 13 feb.       |
| 31 ott.     | 6-2         | CGC Viareggio-Laverda Breganze | 3-2           | 13 feb.       |
| 31 ott.     | 4-3         | Reggiana-Marzotto Valdagno     | 4-3           | 13 feb.       |
| 31 ott.     | 2-7         | Monza-Atletico Forte dei Marmi | 3-1           | 13 feb.       |
| 31 ott.     | 5-3         | Novara-Amatori Lodi            | 1-2           | 13 feb.       |

| Andata (6ª) | Andata (6ª) | Sesta giornata                  | Ritorno (19ª) | Ritorno (19ª) |
|             |             |                                 |               |               |
| 21 nov.     | 8-5         | Amatori Lodi-Monza              | 4-4           | 20 feb.       |
| 21 nov.     | 5-2         | Amatori Vercelli-CGC Viareggio  | 6-4           | 20 feb.       |
| 21 nov.     | 5-3         | Atletico Forte dei Marmi-Novara | 3-8           | 20 feb.       |
| 21 nov.     | 9-9         | Castiglione-AFP Giovinazzo      | 5-10          | 20 feb.       |
| 21 nov.     | 6-3         | Laverda Breganze-Goriziana      | 2-4           | 20 feb.       |
| 21 nov.     | 2-2         | Marzotto Valdagno-Bassano       | 1-3           | 20 feb.       |
| 21 nov.     | 6-7         | Pordenone-Reggiana              | 0-4           | 20 feb.       |

| Andata (7ª) | Andata (7ª) | Settima giornata                        | Ritorno (20ª) | Ritorno (20ª) |
|             |             |                                         |               |               |
| 28 nov.     | 7-3         | AFP Giovinazzo-Atletico Forte dei Marmi | 3-2           | 27 feb.       |
| 28 nov.     | 2-2         | Bassano-Pordenone                       | 5-2           | 27 feb.       |
| 28 nov.     | 8-6         | CGC Viareggio-Castiglione               | 6-5           | 27 feb.       |
| 28 nov.     | 3-3         | Goriziana-Marzotto Valdagno             | 0-7           | 27 feb.       |
| 28 nov.     | 2-2         | Monza-Amatori Vercelli                  | 2-8           | 27 feb.       |
| 28 nov.     | 4-2         | Novara-Laverda Breganze                 | 2-5           | 27 feb.       |
| 28 nov.     | 5-1         | Reggiana-Amatori Lodi                   | 3-3           | 27 feb.       |

| Andata (8ª) | Andata (8ª) | Ottava giornata                      | Ritorno (21ª) | Ritorno (21ª) |
|             |             |                                      |               |               |
| 5 dic.      | 9-2         | AFP Giovinazzo-Goriziana             | 1-1           | 6 mar.        |
| 5 dic.      | 6-4         | Amatori Lodi-CGC Viareggio           | 2-2           | 6 mar.        |
| 5 dic.      | 4-0         | Atletico Forte dei Marmi-Castiglione | 9-9           | 6 mar.        |
| 5 dic.      | 2-2         | Laverda Breganze-Amatori Vercelli    | 4-9           | 6 mar.        |
| 5 dic.      | 3-2         | Novara-Monza                         | 4-5           | 6 mar.        |
| 5 dic.      | 1-1         | Pordenone-Marzotto Valdagno          | 2-3           | 6 mar.        |
| 5 dic.      | 9-3         | Reggiana-Bassano                     | 5-3           | 6 mar.        |

| Andata (9ª) | Andata (9ª) | Nona giornata                          | Ritorno (22ª) | Ritorno (22ª) |
|             |             |                                        |               |               |
| 9 dic.      | 2-0         | Amatori Vercelli-Pordenone             | 3-3           | 13 mar.       |
| 9 dic.      | 1-1         | Bassano-Novara                         | 1-6           | 13 mar.       |
| 9 dic.      | 7-3         | Castiglione-Amatori Lodi               | 2-4           | 13 mar.       |
| 9 dic.      | 5-3         | CGC Viareggio-Atletico Forte dei Marmi | 3-4           | 13 mar.       |
| 9 dic.      | 3-9         | Goriziana-Reggiana                     | 5-10          | 13 mar.       |
| 9 dic.      | 4-4         | Marzotto Valdagno-Laverda Breganze     | 5-6           | 13 mar.       |
| 9 dic.      | 1-4         | Monza-AFP Giovinazzo                   | 3-8           | 13 mar.       |

| Andata (10ª) | Andata (10ª) | Decima giornata                           | Ritorno (23ª) | Ritorno (23ª) |
|              |              |                                           |               |               |
| 12 dic.      | 3-3          | AFP Giovinazzo-Reggiana                   | 1-8           | 20 mar.       |
| 12 dic.      | 6-3          | Amatori Lodi-Laverda Breganze             | 5-4           | 20 mar.       |
| 12 dic.      | 0-5          | Atletico Forte dei Marmi-Amatori Vercelli | 1-7           | 20 mar.       |
| 12 dic.      | 3-4          | Bassano-Monza                             | 1-7           | 20 mar.       |
| 12 dic.      | 3-3          | Castiglione-Marzotto Valdagno             | 2-4           | 20 mar.       |
| 12 dic.      | 1-4          | Goriziana-Pordenone                       | 3-6           | 20 mar.       |
| 12 dic.      | 2-1          | Novara-CGC Viareggio                      | 2-3           | 20 mar.       |

| Andata (11ª) | Andata (11ª) | Undicesima giornata               | Ritorno (24ª) | Ritorno (24ª) |
|              |              |                                   |               |               |
| 19 dic.      | 7-5          | Amatori Vercelli-Novara           | 2-1           | 27 mar.       |
| 19 dic.      | 6-2          | CGC Viareggio-AFP Giovinazzo      | 2-4           | 27 mar.       |
| 19 dic.      | 2-1          | Laverda-Breganze-Bassano          | 3-5           | 27 mar.       |
| 19 dic.      | 2-1          | Marzotto Valdagno-Amatori Lodi    | 2-5           | 27 mar.       |
| 19 dic.      | 5-3          | Monza-Goriziana                   | 4-3           | 27 mar.       |
| 19 dic.      | 9-9          | Reggiana-Atletico Forte dei Marmi | 6-2           | 27 mar.       |
| 19 dic.      | 7-2          | Pordenone-Castiglione             | 5-11          | 27 mar.       |

| Andata (12ª) | Andata (12ª) | Dodicesima giornata                   | Ritorno (25ª) | Ritorno (25ª) |
|              |              |                                       |               |               |
| 2 gen.       | 7-4          | Atletico Forte dei Marmi-Amatori Lodi | 4-5           | 3 apr.        |
| 2 gen.       | 5-1          | Bassano-Goriziana                     | 4-0           | 3 apr.        |
| 2 gen.       | 1-3          | Castiglione-Amatori Vercelli          | 2-3           | 3 apr.        |
| 2 gen.       | 5-0          | Marzotto Valdagno-CGC Viareggio       | 3-1           | 3 apr.        |
| 2 gen.       | 2-7          | Monza-Reggiana                        | 2-9           | 3 apr.        |
| 2 gen.       | 3-5          | Novara-AFP Giovinazzo                 | 6-5           | 3 apr.        |
| 2 gen.       | 3-0          | Pordenone-Laverda Breganze            | 6-6           | 3 apr.        |

| \| Andata (13ª)[30] \| Andata (13ª)[30] \| Tredicesima giornata \| Ritorno (26ª)[31] \| Ritorno (26ª)[31] \| \| \| \| \| \| \| \| 9 gen. \| 10-4 \| AFP Giovinazzo-Bassano \| 4-7 \| 16 apr. \| \| 9 gen. \| 6-2 \| Amatori Lodi-Pordenone \| 5-5 \| 16 apr. \| \| 9 gen. \| 3-2 \| Amatori Vercelli-Marzotto Valdagno \| 4-3 \| 16 apr. \| \| 9 gen. \| 3-0 \| CGC Viareggio-Monza \| 6-3 \| 16 apr. \| \| 9 gen. \| 5-4 \| Goriziana-Atletico Forte dei Marmi \| 4-6 \| 16 apr. \| \| 9 gen. \| 5-8 \| Laverda Breganze-Castiglione \| 6-5 \| 16 apr. \| \| 9 gen. \| 9-0 \| Reggiana-Novara \| 4-3 \| 16 apr. \| |              |                                    |               |               |
| Andata (13ª) | Andata (13ª) | Tredicesima giornata               | Ritorno (26ª) | Ritorno (26ª) |
| |              |                                    |               |               |
| 9 gen. | 10-4         | AFP Giovinazzo-Bassano             | 4-7           | 16 apr.       |
| 9 gen. | 6-2          | Amatori Lodi-Pordenone             | 5-5           | 16 apr.       |
| 9 gen. | 3-2          | Amatori Vercelli-Marzotto Valdagno | 4-3           | 16 apr.       |
| 9 gen. | 3-0          | CGC Viareggio-Monza                | 6-3           | 16 apr.       |
| 9 gen. | 5-4          | Goriziana-Atletico Forte dei Marmi | 4-6           | 16 apr.       |
| 9 gen. | 5-8          | Laverda Breganze-Castiglione       | 6-5           | 16 apr.       |
| 9 gen. | 9-0          | Reggiana-Novara                    | 4-3           | 16 apr.       |

## Verdetti
| Verdetto                          | Club                                   |
| --------------------------------- | -------------------------------------- |
| Campione d'Italia 1981-1982       | Reggiana (1º titolo)                   |
| Qualificato in Coppa dei Campioni | Reggiana                               |
| Qualificato in Coppa delle Coppe  | Follonica                              |
| Qualificate in Coppa CERS         | Amatori Vercelli AFP Giovinazzo        |
| Retrocesse in Serie B             | Laverda Breganze Castiglione Goriziana |

### Squadra campione
| N° | Naz.                  | Ruolo      | Sportivo                  |  |  |  |
| -- | --------------------- | ---------- | ------------------------- |  |  |  |
|    | Italia (bandiera)     | Portiere   | Pierluigi Aguzzoli (1963) |  |  |  |
|    | Italia (bandiera)     | Portiere   | Claudio Anedda (1952)     |  |  |  |
|    | Italia (bandiera)     | Terzino    | Giorgio Ascari (1956)     |  |  |  |
|    | Italia (bandiera)     | Centro     | Maurizio Cavagnari (1957) |  |  |  |
|    | Italia (bandiera)     | Terzino    | Luca Debbi (1964)         |  |  |  |
|    | Italia (bandiera)     | Centro     | Rossano Magnani (1963)    |  |  |  |
|    | Italia (bandiera)     | Attaccante | Pino Marzella (1961)      |  |  |  |
|    | Italia (bandiera)     | Esterno    | Lirio Valenti (1954)      |  |  |  |
|    | Portogallo (bandiera) | Attaccante | Jorge Vicente (1947)      |  |  |  |

- Allenatore:  Giancarlo Tonioni

## Statistiche del torneo

### Capoliste solitarie
|    | —— | ——               | ——               | ——               | ——               | —— | ——       | ——       | ——  | ——               | ——               | ——               | ——       | ——       | ——       | ——       | ——       | ——       | ——  | ——  | ——       | ——       | ——       | ——       | ——       | —— |  |
|    |    | Amatori Vercelli | Amatori Vercelli | Amatori Vercelli | Amatori Vercelli |    | Reggiana | Reggiana |     | Amatori Vercelli | Amatori Vercelli | Amatori Vercelli | Reggiana | Reggiana | Reggiana | Reggiana | Reggiana | Reggiana |     |     | Reggiana | Reggiana | Reggiana | Reggiana | Reggiana |    |  |
|    |    |                  |                  |                  |                  |    |          |          |     |                  |                  |                  |          |          |          |          |          |          |     |     |          |          |          |          |          |    |  |
|    |    |                  |                  |                  |                  |    |          |          |     |                  |                  |                  |          |          |          |          |          |          |     |     |          |          |          |          |          |    |  |
| 1ª | 2ª | 3ª               | 4ª               | 5ª               | 6ª               | 7ª | 8ª       | 9ª       | 10ª | 11ª              | 12ª              | 13ª              | 14ª      | 15ª      | 16ª      | 17ª      | 18ª      | 19ª      | 20ª | 21ª | 22ª      | 23ª      | 24ª      | 25ª      | 26ª      |    |  |

### Classifica in divenire
|                      | 1ª | 2ª | 3ª | 4ª | 5ª | 6ª | 7ª | 8ª | 9ª | 10ª | 11ª | 12ª | 13ª | 14ª | 15ª | 16ª | 17ª | 18ª | 19ª | 20ª | 21ª | 22ª | 23ª | 24ª | 25ª | 26ª |
| -------------------- | -- | -- | -- | -- | -- | -- | -- | -- | -- | --- | --- | --- | --- | --- | --- | --- | --- | --- | --- | --- | --- | --- | --- | --- | --- | --- |
| AFP Giovinazzo       | 2  | 2  | 4  | 6  | 8  | 9  | 11 | 13 | 15 | 16  | 16  | 18  | 20  | 21  | 23  | 24  | 26  | 27  | 29  | 31  | 32  | 34  | 34  | 36  | 36  | 36  |
| Amatori Lodi         | 0  | 2  | 3  | 3  | 3  | 5  | 5  | 7  | 7  | 9   | 9   | 9   | 11  | 13  | 15  | 17  | 17  | 19  | 20  | 21  | 22  | 24  | 26  | 28  | 30  | 31  |
| Amatori Vercelli     | 2  | 4  | 6  | 8  | 9  | 11 | 12 | 13 | 15 | 17  | 19  | 21  | 23  | 23  | 23  | 25  | 27  | 29  | 31  | 33  | 35  | 36  | 38  | 40  | 42  | 44  |
| Atl. Forte dei Marmi | 2  | 2  | 4  | 4  | 6  | 8  | 8  | 10 | 10 | 10  | 11  | 13  | 13  | 14  | 16  | 16  | 17  | 17  | 17  | 17  | 18  | 20  | 20  | 20  | 20  | 22  |
| Bassano              | 1  | 1  | 2  | 4  | 5  | 6  | 7  | 7  | 8  | 8   | 8   | 10  | 10  | 12  | 14  | 14  | 15  | 15  | 17  | 19  | 19  | 19  | 19  | 21  | 23  | 25  |
| Castiglione          | 1  | 1  | 1  | 2  | 2  | 3  | 3  | 3  | 5  | 6   | 6   | 6   | 8   | 8   | 8   | 10  | 10  | 11  | 11  | 11  | 12  | 12  | 12  | 14  | 14  | 14  |
| CGC Viareggio        | 0  | 2  | 2  | 2  | 4  | 4  | 6  | 6  | 8  | 8   | 10  | 10  | 12  | 12  | 12  | 14  | 16  | 18  | 18  | 20  | 21  | 21  | 23  | 23  | 23  | 25  |
| Goriziana            | 1  | 1  | 3  | 3  | 5  | 5  | 6  | 6  | 6  | 6   | 6   | 6   | 8   | 8   | 8   | 8   | 8   | 9   | 11  | 11  | 12  | 12  | 12  | 12  | 12  | 12  |
| Laverda Breganze     | 0  | 1  | 1  | 1  | 1  | 3  | 3  | 4  | 5  | 5   | 7   | 7   | 7   | 8   | 8   | 9   | 9   | 9   | 9   | 11  | 11  | 13  | 13  | 13  | 14  | 16  |
| Marzotto Valdagno    | 0  | 0  | 0  | 2  | 2  | 3  | 4  | 5  | 6  | 7   | 9   | 11  | 11  | 12  | 13  | 15  | 15  | 15  | 15  | 17  | 19  | 19  | 21  | 21  | 23  | 23  |
| Monza                | 1  | 2  | 4  | 4  | 4  | 4  | 5  | 5  | 5  | 7   | 9   | 9   | 9   | 9   | 11  | 11  | 13  | 15  | 16  | 16  | 18  | 18  | 20  | 22  | 22  | 22  |
| Novara               | 1  | 3  | 3  | 4  | 6  | 6  | 8  | 10 | 11 | 13  | 13  | 13  | 13  | 15  | 16  | 17  | 19  | 19  | 21  | 21  | 21  | 23  | 23  | 23  | 25  | 25  |
| Pordenone            | 1  | 3  | 5  | 7  | 7  | 7  | 8  | 9  | 9  | 11  | 13  | 15  | 15  | 17  | 17  | 18  | 18  | 19  | 19  | 19  | 19  | 20  | 22  | 22  | 23  | 24  |
| Reggiana             | 2  | 4  | 4  | 6  | 8  | 10 | 12 | 14 | 16 | 17  | 18  | 20  | 22  | 24  | 26  | 26  | 28  | 30  | 32  | 33  | 35  | 37  | 39  | 41  | 43  | 45  |

### Record squadre
- Maggior numero di vittorie: Reggiana (21)
- Minor numero di vittorie: Castiglione, Laverda Breganze e Goriziana (4)
- Maggior numero di pareggi: Laverda Breganze e Pordenone (8)
- Minor numero di pareggi: CGC Viareggio (1)
- Maggior numero di sconfitte: Goriziana (18)
- Minor numero di sconfitte: Amatori Vercelli e Reggiana (2)
- Miglior attacco: Reggiana (168 reti realizzate)
- Peggior attacco: Goriziana (77 reti realizzate)
- Miglior difesa: Amatori Vercelli (68 reti subite)
- Peggior difesa: Castiglione (142 reti subite)
- Miglior differenza reti: Reggiana (+89)
- Peggior differenza reti: Goriziana (-54)

### Classifica cannonieri
| Gol |  |  | Giocatore     | Squadra  |
| --- |  |  | ------------- | -------- |
| 90  |  |  | Pino Marzella | Reggiana |